# キフヌ島
キフヌ島はバルト海のリガ湾にある島。エストニア領。表現のゆれでキヒヌ島、キーヌ島とも。

## 概要
面積16.4 km2で、リガ湾内では最大、エストニアの島では7番目に大きい。島は長さ7km、幅3.3kmで、最高地点は海抜8.9m。
ペルヌ県に属し、周辺の島と共にキフヌ村を構成。面積16.8 km²で、エストニア内で小さな自治体の一つである。
登録されている島民は2021年時点で686人だが、実際には300人ほどしか居住していない。島に警察官はいない。
島へはパルヌからの空路（15分）や、パルヌ（3時間）およびマニライド島（1時間）からのフェリーがある。冬季、海が凍っている時期は氷上を自動車で島まで行くことも出来る。

## 文化
キフヌの伝統的な女性のスカートであるクルトは赤地に様々な色の縦縞が特徴的である。また、伝統的な上着や手袋も有名である。
漁を行う男性たちは、数週間、時には数か月も島を離れ出かけたままになることがあり、陸の仕事は女性だけで行う伝統があった。
キヒヌの伝統的な言語はスウェーデン語の影響を強く受けている。
準備に長い時間がかかる祝祭行事があり、中には紀元前から続くとされる祭りもある。
キヒヌの伝統的な暮らしはユネスコによって2003年11月7日に人類の口承及び無形遺産の傑作（無形文化遺産の前身）に採択された。
欧州連合がアザラシとウを保護対象としてから、エストニアの領海では生息数が増加し餌となる魚が食べ尽くされるようになり、島民は漁労だけでは生計を立てることが難しくなった。このため漁師の多くは北欧など他国の建設現場で働くために島を出て行くことになり、残った島民も畜産と農業で生活している。また陸の仕事も男性が担うようになり、ユネスコに採択された伝統的な暮らしは廃れつつある。
観光客の受け入れも行われているが入島できるのは夏の3ヶ月間だけで、宿泊施設もないため島民が自宅で受け入れている。
宗教は16世紀までカトリック、18世紀の終わり頃にはルター派となり、1848年にロシア正教に改宗し現在に至る。

## 気候
| キフヌ島 1991-2020の気候                             | キフヌ島 1991-2020の気候 | キフヌ島 1991-2020の気候 | キフヌ島 1991-2020の気候 | キフヌ島 1991-2020の気候 | キフヌ島 1991-2020の気候 | キフヌ島 1991-2020の気候 | キフヌ島 1991-2020の気候 | キフヌ島 1991-2020の気候 | キフヌ島 1991-2020の気候 | キフヌ島 1991-2020の気候 | キフヌ島 1991-2020の気候 | キフヌ島 1991-2020の気候 | キフヌ島 1991-2020の気候 |
| 月                                                   | 1月                      | 2月                      | 3月                      | 4月                      | 5月                      | 6月                      | 7月                      | 8月                      | 9月                      | 10月                     | 11月                     | 12月                     | 年                       |
| ---------------------------------------------------- | ------------------------ | ------------------------ | ------------------------ | ------------------------ | ------------------------ | ------------------------ | ------------------------ | ------------------------ | ------------------------ | ------------------------ | ------------------------ | ------------------------ | ------------------------ |
| ヒュミデックス最高記録                               | 12.1                     | 5.8                      | 11.9                     | 21.8                     | 29.7                     | 30.6                     | 28.9                     | 33.4                     | 29.3                     | 21.7                     | 18.8                     | 9.3                      | 33.4                     |
| 最高気温記録 °C （°F）                               | 8.1 (46.6)               | 6.4 (43.5)               | 15.0 (59)                | 23.9 (75)                | 29.3 (84.7)              | 30.6 (87.1)              | 31.8 (89.2)              | 31.7 (89.1)              | 26.6 (79.9)              | 19.3 (66.7)              | 12.5 (54.5)              | 9.3 (48.7)               | 31.8 (89.2)              |
| 平均最高気温 °C （°F）                               | 0.0 (32)                 | −1 (30)                  | 1.8 (35.2)               | 7.6 (45.7)               | 14.0 (57.2)              | 18.1 (64.6)              | 21.3 (70.3)              | 20.7 (69.3)              | 16.1 (61)                | 10.2 (50.4)              | 5.4 (41.7)               | 2.3 (36.1)               | 9.7 (49.5)               |
| 日平均気温 °C （°F）                                 | −1.7 (28.9)              | −2.9 (26.8)              | −0.5 (31.1)              | 4.5 (40.1)               | 10.5 (50.9)              | 14.9 (58.8)              | 18.3 (64.9)              | 18.0 (64.4)              | 13.8 (56.8)              | 8.3 (46.9)               | 3.8 (38.8)               | 0.8 (33.4)               | 7.3 (45.1)               |
| 平均最低気温 °C （°F）                               | −3.6 (25.5)              | −4.9 (23.2)              | −2.7 (27.1)              | 2.1 (35.8)               | 7.7 (45.9)               | 12.3 (54.1)              | 15.6 (60.1)              | 15.4 (59.7)              | 11.5 (52.7)              | 6.4 (43.5)               | 2.1 (35.8)               | −1 (30)                  | 5.1 (41.2)               |
| 最低気温記録 °C （°F）                               | −32.4 (−26.3)            | −30.8 (−23.4)            | −22.6 (−8.7)             | −15.7 (3.7)              | −2 (28)                  | 3.2 (37.8)               | 7.1 (44.8)               | 6.1 (43)                 | 0.6 (33.1)               | −5.5 (22.1)              | −14.5 (5.9)              | −29.5 (−21.1)            | −32.4 (−26.3)            |
| 体感温度                                             | −39.3                    | −34.6                    | −33.7                    | −29.7                    | −12.7                    | 0.0                      | 1.0                      | 3.2                      | −0.1                     | −12.3                    | −30.7                    | −44.6                    | −44.6                    |
| 降水量 mm （inch）                                   | 42 (1.65)                | 35 (1.38)                | 33 (1.3)                 | 33 (1.3)                 | 36 (1.42)                | 59 (2.32)                | 62 (2.44)                | 66 (2.6)                 | 54 (2.13)                | 67 (2.64)                | 57 (2.24)                | 52 (2.05)                | 595 (23.43)              |
| 平均降水日数 （≥1.0 mm）                             | 9                        | 7                        | 7                        | 7                        | 7                        | 8                        | 8                        | 9                        | 10                       | 11                       | 12                       | 11                       | 106                      |
| % 湿度                                               | 88                       | 88                       | 85                       | 80                       | 77                       | 80                       | 79                       | 79                       | 81                       | 83                       | 86                       | 87                       | 83                       |
| 出典：Estonian Weather Service (降水天数, 1971–2000) |                          |                          |                          |                          |                          |                          |                          |                          |                          |                          |                          |                          |                          |